# Hàm Đan
Hàm Đan (邯郸市) là một địa cấp thị thuộc tỉnh Hà Bắc, Cộng hòa Nhân dân Trung Hoa. Dân số của Hàm Đan năm 2004 ước tính 1.390.000 người nội thị và 8.499.000 người trong toàn địa cấp thị này với tổng diện tích 12.000 km².

## Các đơn vị hành chính
Địa cấp thị Hàm Đan quản lý các đơn vị cấp huyện sau:
- Hàm Sơn (邯山区)
- Tùng Đài (丛台区)
- Phục Hưng (复兴区)
- Phì Hương (肥乡区),
- Vĩnh Niên (永年区),
- Phong Phong (峰峰矿区)
- thành phố cấp huyện Vũ An (武安市)
- Khâu huyện (邱县),
- Đại Danh (大名县),
- Ngụy huyện (魏县)
- Khúc Chu (曲周县),
- Kê Trạch (鸡泽县),
- Quảng Bình (广平县),
- Thành An (成安县),
- Lâm Chương (临漳县)
- Từ huyện (磁县),
- Thiệp huyện (涉县),
- Quán Đào (馆陶县)